# Per la gente
Per la gente è un singolo del gruppo musicale italiano Club Dogo, pubblicato il 20 luglio 2010 come primo estratto dal quinto album in studio Che bello essere noi.
Questo singolo è stato creato per ringraziare i fan che sostengono il gruppo, infatti è stato reso disponibile inizialmente per il download gratuito sul sito ufficiale dei Club Dogo.

## Video musicale
Il videoclip, diretto da Gianluca "Calu" Montesano, è stato pubblicato l'8 luglio 2010.

## Tracce
1. Per la gente – 3:43